# Bomba de sodi i potassi
La bomba de sodi i potassi, o Na+/K+-ATP-asa, és un enzim transmembranari, la funció enzimàtica de la qual utilitza l'energia sorgida de la degradació de l'ATP en ADP i fòsfor inorgànic per transportar ions de potassi i sodi contra el seu gradient de concentració.

Funcionament de la bomba de sodi i potassi

Té un paper en la conservació del potencial de repòs de les cèl·lules nervioses, musculars i cardíaques. La bomba permet intercanviar ions de sodi (Na+) provinents del medi intracel·lular per ions de potassi (K+) provinents del medi extracel·lular en una proporció precisa (3 Na+/2 K+). Aquesta bomba s'encarrega de restablir l'equilibri inicial després d'un potencial d'acció.
La digoxina i l'estrofantina bloquen la bomba de sodi.
La bomba de sodi-potassi va ser descoberta el 1957 pel científic danès Jens Christian Skou, guardonat amb el premi Nobel pel seu treball el 1997.

## Control dels estats de l'activitat neuronal
S'ha demostrat que la bomba Na+/K+ controla i configura el mode d'activitat intrínseca de les neurones Purkinje cerebeloses, així com les cèl·lules olfactives del bulb mitral i probablement d'altres tipus de neurones. Això suggereix que la bomba podria no ser simplement una molècula homeostàtica i "de manteniment cel·lular" per a gradients iònics, sinó que podria ser un element de càlcul del cerebel i del cervell. De fet, una mutació en la bomba Na+/K+ provoca una distonia-parkinsonisme d'aparició ràpida, que té símptomes que indiquen que es tracta d'una patologia de càlcul cerebelós.A més, un bloc d'ouabaïna a les bombes sodi-potassi al cerebel d'un ratolí viu produeixen atàxia i distonia. L'alcohol inhibeix les bombes de sodi i potassi del cerebel i és probable que això corrompi la computació cerebral i la coordinació corporal. La distribució de la Na⁺/K⁺-ATPasa dels axons mielinitzats, en el cervell humà, es va demostrar que es troba al llarg de l'axolemma internodal i no dins de l'axolemma nodal com es pensava anteriorment.